# Can’t Buy a Thrill
Can’t Buy a Thrill ist das erste Album der US-amerikanischen Band Steely Dan von 1972. Im Jahr 1993 wurde es mit Gold für 500.000 verkaufte Exemplare ausgezeichnet. Unter den 500 besten Alben aller Zeiten des Rolling Stone-Magazin wird es auf Platz 240 gelistet.

## Allgemeines
Der Albumtitel entstammt Bob Dylans Lied It Takes a Lot to Laugh, It Takes a Train to Cry von Highway 61 Revisited.
David Palmer war Sänger der Titel Dirty Work und Brooklyn, Jim Hodder von Midnight Cruiser, der Rest wurde von Donald Fagen gesungen.

## Plattenhülle
Das Albumcover ist eine Fotomontage aus einer Reihe von Prostituierten, einen rot geschminkten weiblichen Mund und anderen bunten Zutaten. Im Jahr 1999 verglichen die Komponisten die Plattenhülle mit der von The Royal Scam – letzteres sei „das hässlichste Album-Cover der siebziger Jahre, mit Ausnahme vielleicht von Can’t Buy a Thrill“.
In Spanien unter Francisco Franco wurde das Cover zensiert und durch ein Bandfoto ersetzt.

## Titelliste
Alle Titel wurden von Walter Becker und Donald Fagen geschrieben.

### Seite 1
1. Do It Again – 5:56
  - Solo Elektrische Sitar: Denny Dias
  - Keyboard Solo: Donald Fagen
2. Dirty Work – 3:08
  - Saxophonsolo: Jerome Richardson
3. Kings – 3:45
  - Gitarrensolo: Elliott Randall
4. Midnight Cruiser – 4:08
  - Gitarrensolo: Jeff Baxter
5. Only a Fool Would Say That – 2:57
  - Gitarrensolo: Jeff Baxter

### Seite 2
1. Reelin’ in the Years – 4:37
  - Gitarrensolo: Elliott Randall
2. Fire in the Hole – 3:28
  - Pianosolo: Donald Fagen
  - Pedal-Steel-Gitarrensolo: Jeff Baxter
3. Brooklyn (Owes the Charmer Under Me) – 4:21
  - Steel-Gitarrensolo: Jeff Baxter
4. Change of the Guard – 3:39
  - Gitarrensolo: Jeff Baxter
5. Turn That Heartbeat Over Again – 4:58